# الدورة ال35 لمجلس وزراء الداخلية العرب

الدورة الـ35 لمجلس وزراء الداخلية العرب. انطلقت في الجزائر، افتتح الجلسة رئيس الوزراء أحمد أويحى ثم تلاه وزير الخارجية نور الدين بدوي، ثم تلاه صاحب السمو نايف بن عبد العزيز آل سعود ثم كلمة الأمين العام لمجلس الوزراء العرب محمد بن علي كومان.

## البيان الختامي
تضمن البيان الختامي «ضرورة توحيد جهود الدول العربية لمواجهة التحديات المطروحة المرتبطة بالأمن الفكري ومكافحة التطرف المفضي إلى الإرهاب عبر شبكات التواصل الاجتماعي ومواقع الأنترنت».
- «جرائم العنف والإرهاب والمخدرات وغسل الأموال وتهريب الأسلحة وتجارة البشر والهجرة غير الشرعية وغيرها من الجرائم المنظمة العابرة للحدود الوطنية، التي تعتمد في الكثير من الأحيان على التقنية الحديثة، تستلزم توحيد التطورات الأمنية وتنسيق العمل المشترك لمواجهتها والوقاية منها، فضلا على التأكيد بشأن خطورة الإرهاب باعتباره تهديدا مستمرا للسلم والأمن، وأنه لا يوجد مسوّغ لأفعال الإرهابيين وعملياتهم الإجرامية».
- "التعاون لمنع أنشطة الإرهاب وتمدده وتجفيف منابعه الفكرية والمالية، وقطع التواصل بين المتعاطفين معه لاسيما عبر تكنولوجيات الإعلام والاتصال", مشيدين بدور الأجهزة الأمنية في الدول العربية في "إحباط العديد من المخططات الإرهابية والقضاء على كثير من التنظيمات والخلايا الإرهابية التي ترتبط بجهات خارجية تسعى إلى زعزعة الأمن والاستقرار

في الدول العربية".
- «الانتصارات التي تم تحقيقها على الجماعات الإرهابية في المنطقة العربية، يجب ألا تنسينا ضرورة مواجهة التحديات الحالية المرتبطة بعودة المقاتلين الأجانب أو انتقال الجماعات الإرهابية إلى مناطق أخرى وبالتالي يجب علينا تنسيق جهودنا المشتركة مع المجتمع الدولي لمكافحة هذه الظاهرة ومواجهتها».
- «تعزيز الرقابة على الحدود وتأمينها لمنع الخطر المداهم الذي يشكله نزوح المقاتلين والإرهابيين من مناطق القتال وايقاف تسللهم إلى داخل الدول وارتباطهم مع الخلايا النائمة، ولمواجهة طرق ومنابع تهريب المخدرات».
- «أهمية تحديث التشريعات الوطنية الخاصة بالجرائم السيبيريانية بما يسمح بمواكبة ما يستجد من جرائم على الفضاء الافتراضي وتجاوز كل التغيرات التي يمكن أن تعتري التشريعات الوطنية في هذا المجال، وذلك من خلال تكثيف التعاون وتبادل الخبرات بين الأجهزة المختصة وعقد العديد من المؤتمرات والملتقيات العلمية وورشات العمل في هذا الصدد».

كما أشادت الدورة الـ 35 لمجلس وزراء الداخلية العرب بالتجربة الجزائرية القائمة على المصالحة الوطنية والحوار، بقيادة رئيس الجمهورية، عبد العزيز بوتفليقة والتي من شأنها أن تقدم «نموذجا واقعيا وعمليا لحل الأزمات التي تعصف بمنطقتنا العربية، بعيدا عن أي تدخل في الشؤون الداخلية، في سبيل الوصول إلى الحقوق والكرامة في كنف الأمن والاستقرار وبما يضمن الحفاظ على سيادة دولها ووحدة أراضيها»